# Seznam dirkačev v motociklizmu (O)
- Tadayuki Okada
- Joan Olivé